# Isochlora viridis
Isochlora viridis är en fjärilsart som beskrevs av Otto Staudinger 1882. Isochlora viridis ingår i släktet Isochlora och familjen nattflyn. Inga underarter finns listade i Catalogue of Life.